# Бардмур (Флорида)
Бардмур (енгл. Bardmoor) насељено је место без административног статуса у америчкој савезној држави Флорида.

## Демографија
По попису из 2010. године број становника је 9.732.
| Група             | 2000.    | 2010.         |
| Белци             | 0 (0,0%) | 8.184 (84,1%) |
| Афроамериканци    | 0 (0,0%) | 249 (2,6%)    |
| Азијати           | 0 (0,0%) | 418 (4,3%)    |
| Хиспаноамериканци | 0 (0,0%) | 701 (7,2%)    |
| Укупно            | 0        | 9.732         |